# NGC 4247
NGC 4247 é uma galáxia espiral barrada (SBab/P) localizada na direcção da constelação de Virgo. Possui uma declinação de +07° 16' 28" e uma ascensão recta de 12 horas, 17 minutos e 57,9 segundos.